# Mimetispa simulatrix
Mimetispa simulatrix is een insect uit de familie van de Mantispidae, die tot de orde netvleugeligen (Neuroptera) behoort. 
Mimetispa simulatrix is voor het eerst wetenschappelijk beschreven door McLachlan in 1900.